# Bánfi János (író)
Bánfi János, családi nevén Wolfshörndl (Bazin, 1851. szeptember 8. – Szentendre, 1930. május 27.) állami polgári iskolai igazgató, író.

## Életútja
Apja Wolfshörndl György, anyja Krön Rozina voltak, akik tisztes megélhetésüktől (ház- és szőlőbirtok) kénytelenek voltak megválni, majd egy állampapír-ügylet miatt tönkrejutottak, így napszámosként, kenyérsütőként, kiskereskedőként tengették életüket, de fiuk iskoláztatásáról nem mondtak le. A gimnázium első évét magánúton végezte el, s eredményei felkeltették a figyelmet, így beiratkozhatott a modori evangélikus német algimnáziumba, ezt befejezve az 1870-ben alapított modori állami tanítóképző 3 évfolyamát végezte el kitűnő eredménnyel. Ezután a csallóköz-somorjai állami felső leányiskolához megbízással nevezték ki a történelem, földrajz s a nyelvtudományok tanítására 800 forint fizetéssel. 1874-ben Budapesten polgári iskolai tanítói oklevelet és a tornászatból képesítést nyert, s ez évben a somorjai polgári fiúiskolánál kapott tanári állást. 1879 augusztusában a pápai polgári leányiskola igazgatójának nevezték ki. 1882-ben az oravicabányai polgári iskolához, 1885-ben a karánsebesihez helyezték át és egyúttal a többi állami tanintézet és az általa szervezett ipar- és kereskedelmi iskolák igazgatásával is megbízták. 1896-tól 1903-ig a turócszentmártoni állami polgári és felső kereskedelmi iskola tanára és az állami ipariskola igazgatója, 1903-tól a zayugróci állami polgári iskola igazgatója volt. Felesége Niemczyk Gizella. Halálát agyszélhűdés okozta 80 éves korában.
Társadalmi egyesületekben is dolgozott: A somorjai jótékonysági egylet jegyzője és működő tagja volt, valamint a somorjai tűzoltó-egylet segédtisztje. A Pápa város és vidéki tanító egyesület elnöki tisztét is betöltötte.
A magyar nyelvet csak mint ifjú tanulta meg, ezenkívül megtanult szlovákul, szerbül és svédül; fordított is ezen nyelvek irodalmából.

## Munkássága
Tanügyi, társadalmi, neveléstudományi, szépirodalmi cikkei és költeményei 1873-tól a következő lapokban és folyóiratokban jelentek meg: Westungarischer Grenzbote (ahol a pánszláv és erdélyi szászok üzelmeivel foglalkozott), Pressburger Zeitung, Pozsonyvidéki Lapok, Sopron, Vasárnapi Ujság, Tanügyi Lapok, Néptanítók Lapja, Magyar Paedagógai Szemle, Népnevelők Lapja, Nemzeti Nőnevelés, Polgári Iskola, Felső Nép- és Polgári Iskolai Közlöny, Népiskolai Lapok (Sopron), Hon, Pesti Hírlap, Magyarország és a Nagyvilág, Képes Családi Lapok, Szabadka és Vidéke, Szabadkai Közlöny, Magyarország, Magyar Vidék (Pápa), Der Wanderer (Pozsony), Feierabend (Pozsony), Die Bürgerschule (Bécs), Ungariche Volksschule (F.-Lövő), Oraviczaer Wochenblatt, Veszprém, Veszprémi Független Hirlap, Független Hirlap (Budapest), Krassó-Szörényi Lapok (Lugos), Paedagogisk Tidskrift (Halmstadt, Svédország). Cikkeinek száma meghaladja az ezret.
Szerkesztette Pápán a Magyar Vidék c. társadalmi és szépirodalmi lapot 1880. március 17-től szeptember 18-ig. Mint igazgató szerkesztette a pápai polgári leányiskola Értesítőjét 1880-ban és 1881-ben, az oravicai polgári iskola Értesítőjét 1883–85-ben, a karánsebesi áll.amitanintézetek Értesítőjét 1886–90-ben, a karánsebesi alsófokú ipariskola Értesítőjét 1887–90-ben és a karánsebesi kereskedelmi iskola Értesítőjét 1888–90-ben.

## Munkái
- A Szántó-család története. Budapest, 1879. (Kis Nemz. Múzeum 41.)
- A rongyszedő fiú. Pápa, 1880.
- A varróleány. Pápa, 1880.
- Munka és jutalom. Pápa, 1880.
- Az ingoványok leánya. Pápa, 1880.
- A tizenharmadik. Pápa, 1880.
- A félszemű. Pápa, 1880.
- A drótos fiú. Pápa, 1881.
- A félkezű remete. Pápa, 1881.
- A jósnő álmai. Pápa, 1881.
- Fejes Boris. Pápa, 1881.
- Púpos Pista. Pápa, 1881. (Gross-féle Magyar Ifjúság Könyvtára 23. és Ifjúsági Népkönyvtár 12. A 2–11. számú munkák is ugyanott jelentek meg a 2–11. füzetekben.)
- Jani és Náni. Győr. 1882.
- A barlang titka. Győr. 1882. (Gross. M. Ifj. K. 22. 23.)
- Legteljesebb köszöntő könyv. Győr, 1882.
- Egyenes és görbe utakon. Győr, 1884. (Gross, M. Ifj. K. 24.)
- Hasznos szórakozásúl nefelejtsek. Győr, 1885.
- Szünóra. Budapest, 1885.
- Tarka kavicsok. Budapest, 1885. (Kis-Lugas, 1.)
- Utravaló. Budapest, 1885. (Kis-Lugas, 2.)
- Kis-mesélő. Budapest. (Kis-Lugas, 3.)
- Szünóra. Budapest, 1885. (Kis-Lugas, 4.)
- Kis történetek. Budapest, 1885. (Kis-Lugas, 5.)
- Két különös történet. Budapest, 1885.
- Gyermekbarát. Budapest, 1887. (Az 1–14. és 16. sz. munkái saját fordításában német nyelven is megjelentek Prágában és Szent Miklóson.)
- Pribék László, Pozsony, 1893.
- Kegyetlen büntetés. Pozsony, 1893.
- Magyar László utazásai és kalandjai. Budapest, 1892.
- Hol volt, hol nem volt. . . Budapest, 1902.
- Kalászok. Budapest, 1894.
- A kivándorlók. Hoffmann P. után, Budapest 1894.
- Jót jóért. Hoffmann F. után. Budapest, 1894.
- Rossz lelkiismeret. Hoffmann F. után. Budapest, 1894.
- Az elveszett fiú. Hoffmann F. után. Budapest, 1894.
- Turóczmegye Földrajza, Turóczszentmárton, 1898.
- A német kézművesség története, dr. Ottó Ede után. Budapest, 1902.
- Somlai Gáspár, Budapest, 1904.